# Učitel církve
Učitel církve (latinsky doctor ecclesiae) je titul udělovaný římskokatolickou církví významným teologům a mystikům, jejichž učení i život jsou dávány za vzor. Byl udělen i čtyřem ženám. Titul se částečně kryje s označením církevní otcové. Seznam učitelů církve se vytváří od 8. století a není uzavřen.
Katolická církev určila podmínky pro udělení titulu učitel církve:
- orthodoxa doctrina (pravověrnost, ovšem ne neomylnost),
- eminens doctrina (znamenité učení),
- insignis vitae sanctitas (významná svatost života),
- ecclesiae declaratio (oficiální církevní prohlášení za učitele církve).

Samotný titul je po pečlivém přezkoumání celého díla udělován kongregací Sacra Rota a potvrzen papežem. Nejedná se při tom o neomylné rozhodnutí ex cathedra, čímž by se prohlašovalo, že spisy učitele církve neobsahují omyly.

## Chronologický seznam učitelů katolické církve
Tento seznam odpovídá pořadí přijetí daného autora za učitele církve (rok v závorce), nikoli jeho životopisným datům. 18 učitelů církve označených hvězdičkou je uznáváno rovněž pravoslavnou církví, neboť zemřeli před rokem 1054, před Velkým schismatem.
- sv. Řehoř I. Veliký* (1298)
- sv. Ambrož* (1298)
- sv. Augustin*, Doctor Gratiae (1298)
- sv. Jeroným* (1298)
- sv. Jan Zlatoústý (Chrysostomos)* (1568)
- sv. Basileios Veliký (Basil)* (1568)
- sv. Řehoř Naziánský* (1568)
- sv. Atanáš Alexandrijský (Athanasios)* (1568)
- sv. Tomáš Akvinský, Doctor Angelicus, Doctor Communis (1568)
- sv. Bonaventura, Doctor Seraphicus (1588)
- sv. Anselm z Canterbury, Doctor Magnificus (1720)
- sv. Isidor ze Sevilly* (1722)
- sv. Petr Chrysolog* (1729)
- sv. Lev I. Veliký* (1754)
- sv. Petr Damián (1828)
- sv. Bernard z Clairvaux, Doctor Mellifluus (1830)
- sv. Hilarius z Poitiers* (1851)
- sv. Alfons Maria z Liguori, Doctor Zelantissimus (1871)
- sv. František Saleský (1877)
- sv. Cyril Alexandrijský*, Doctor Incarnationis (1883)
- sv. Cyril Jeruzalémský* (1883)
- sv. Jan Damašský* (1883)
- sv. Beda Ctihodný* (Beda Venerabilis) (1899)
- sv. Efrém Syrský* (1920)
- sv. Petr Canisius (Kanisius) (1925)
- sv. Jan od Kříže, Doctor Mysticus (1926)
- sv. Robert Bellarmino (Bellarmin) (1931)
- sv. Albert Veliký, Doctor Universalis (1931)
- sv. Antonín z Padovy, Doctor Evangelicus (1946)
- sv. Vavřinec z Brindisi (Vavřinec de Brundusio), Doctor Apostolicus (1959)
- sv. Terezie od Ježíše (z Ávily, zvaná též Veliká) (1970)
- sv. Kateřina Sienská (1970)
- sv. Terezie z Lisieux (od Dítěte Ježíše a svaté Tváře), Doctor Amoris (1997)
- sv. Hildegarda z Bingenu (2012)
- sv. Jan z Avily (2012)
- sv. Řehoř z Nareku (2015)
- sv. Irenej z Lyonu* (2022)